# インターローカルメディア
インターローカルメディア株式会社（INTERLOCALMEDIA CO.,LTD.）は、東京都中央区に本社を置く衛星基幹放送事業者で、現在はコンテンツプロバイダー事業を、主な生業とする。

## 概要
設立時の名称はシーエス九州（シーエスきゅうしゅう、略称：CS九州、本社福岡県福岡市中央区）。もともとは東経110度CS放送の委託放送事業者として、スカイパーフェクTV!2（後のスカパー!e2、現・スカパー!）をプラットフォームとして、Ch.194において、九州（のち日本全国の地域もの）とアジアに特化した番組を無料で放送する「AQステーション→インターローカルTV」という放送局を運営していた。開局当初は、いわさきグループの岩崎産業・いわさきコーポレーションや鹿児島テレビ放送・ヤマト運輸などの出資で設立された。
しかし、無料チャンネルそのものの減少や、スカパー!自体における高度化の進展など様々な要素が重なり、2010年（平成22年）9月16日をもってインターローカルTVを閉局。
現在の事業範囲は複雑になっているため、2つの項目に分けて整理する。
衛星基幹放送事業
自社放送から撤退したことで使わなくなったことで空いた東経110度CS放送の帯域を、衛星基幹放送進出を狙う他の放送事業者に貸し、送出に係る業務一切を代わりに請け負う。現在2つの事業者に貸しており、うち1つは旧インターローカルTVの帯域を引き継ぐ。
コンテンツプロバイダー
旧インターローカルTVでは全国の放送局やアジアの海外向け放送機関などから番組を買い付け、自ら放送していたが、閉局後はそのうち一部の国内制作番組を「インターローカルアワー」として自社を衛星基幹放送事業者とする番組供給会社に供給している。なお、インターローカルアワーは、スカパー!の他、スカパー!プレミアムサービスやケーブルテレビでも原則無料で視聴可能である。

## 放送チャンネル

### 放送中
共通点
- 「インターローカルアワー」を設けている。
- 標準画質放送でありながらアスペクト比16:9の画角情報を付加して放送している。

| チャンネル | 名称                                            | 番組供給事業者                       | 放送開始       | 備考                                                         |
| ---------- | ----------------------------------------------- | ------------------------------------ | -------------- | ------------------------------------------------------------ |
| Ch.294     | ホームドラマチャンネル 韓流・時代劇・国内ドラマ | 松竹ブロードキャスティング ※当社株主 | 2010年10月1日※ | 6スロット ※本放送開始に先立ち2010年9月17日より試験放送を実施 |
| Ch.329     | 歌謡ポップスチャンネル                          | WOWOWプラス                          | 2012年10月1日  | 6スロット                                                    |

### 放送終了
- Ch.194 インターローカルTV （無料） - 2010年9月16日終了
- Ch.334 ディズニーXD - 2012年9月30日終了

## 特別協賛
- ひまわりと子犬の7日間（2013年公開の映画）